# 목금드라마
| 월요일        | 화요일        | 수요일        | 목요일        | 금요일        | 토요일        | 일요일        | 월요일~금요일 | 토요일~일요일 | 일요아침 |
| 월요일~화요일 | 월요일~화요일 | 수요일~목요일 | 수요일~목요일 | 금요일~토요일 | 금요일~토요일 | 토요일~일요일 | 월요일~금요일 | 토요일~일요일 | 일요아침 |

목금 드라마는 목요일, 금요일에 방송되는 TV 드라마다.
- SMB 1TV 목금드라마
- 문화방송 목금드라마

## 같이 보기
- 목요드라마
- 금요드라마